# Ranelato de estroncio
El ranelato de estroncio es un medicamento que ha sido utilizado en el tratamiento de la osteoporosis en mujeres postmenopáusicas, la molécula contiene ácido ranélico, un ácido orgánico sin actividad farmacológica, combinado con dos átomos de estroncio. Actúa favoreciendo la acción de los osteoblastos que forman hueso nuevo y disminuyendo la resorción de hueso por inactivación de las células destructoras de hueso u osteoclastos. Se ha comprobado que su administración continuada reduce en un 41% el número de fracturas vertebrales en mujeres con osteoporosis tras un periodo de observación de 3 años. El 10 de enero de 2014, la Agencia Española de Medicamentos y Productos Sanitarios publicó el resultado de los estudios realizados por el Comité para la Evaluación de Riesgos en Farmacovigilancia Europeo (PRAC), en donde concluyó que el balance beneficio-riesgo del uso de ranelato de estroncio, es desfavorable, debido a que el uso del medicamento tiene como efecto secundario elevación del riesgo cardiovascular (infarto agudo de miocardio).

## Administración y dosis
Se emplea en forma de sobres, siendo la dosis recomendada de 2 gramos al día administrados en una única toma. Su uso fue autorizado en la Unión Europea en septiembre del año 2004. La ingestión del ranelato de estroncio con calcio o alimentos reduce la biodisponibilidad del medicamento. Por ello se recomienda administrar el fármaco 3 horas antes o después de las comidas.

## Contraindicaciones
Está contraindicado en caso de hipersensibilidad o alergia a la sustancia. No se recomienda su utilización cuando existe insuficiencia renal severa, sobre todo si el aclaramiento de creatinina es inferior a 30 mL/min. Debe emplearse con precaución en pacientes es los que exista un riesgo aumentado de trombosis venosa o tengan antecedentes de haberla presentado.

## Efectos secundarios
Entre los efectos secundarios que provoca, destaca por su gravedad la trombosis venosa, el tromboembolismo pulmonar, y los efectos secundarios dermatológicos, entre los que se incluyen el síndrome de Stevens Johnson, la necrólisis epidérmica tóxica y una reacción de hipersensibilidad grave conocida com síndrome de DRESS, acrónimo formado por las iniciales en inglés de Drug Rash with Eosinophilia and Systemic Simptoms (rash por medicamentos con eosinofilia y síntomas sistémicos).